# Čon Du-hwan
Čon Du-hwan (18. ledna 1931 – 23. listopadu 2021) byl jihokorejský voják a politik. Byl prezidentem Jižní Koreje v letech 1980–1988, jako diktátor však zemi ovládal již od roku 1979, kdy provedl vojenský převrat.
V letech 1951–1955 vystudoval Korejskou vojenskou akademii. Mnoho jeho tehdejších spolužáků mu později pomohlo získat moc ve vojenském převratu (byli sdruženi v tajném vojenském klubu Hanahoe). V roce 1961 silně podporoval Pak Čong-hui, který se ujal moci vojenským pučem a začal zemi vládnout jako diktátor. To mu zajistilo rychlý vzestup a práci v Pakově blízkosti. Roku 1963 začal pracovat v tajné službě jako personální ředitel. V letech 1970–1971 bojoval ve vietnamské válce.
Roku 1979, během velkého neklidu v zemi, byl Pak Čong-hui zavražděn šéfem tajné služby. Čon byl pověřen vyšetřením atentátu, jasno do případu však nikdy vneseno nebylo, což podnítilo spekulace o tom, že Čon byl do atentátu zapleten. Dle článku 48 ústavy nastoupil na Pakovo místo premiér Čchoi Kju-ha, který v prosinci 1979 vyhrál i prezidentské volby a stal se regulérním prezidentem. Čon proti němu však velmi brzy se skupinou armádních velitelů začal konspirovat. Postupnými kroky získával stále větší vliv. Reálně ovládal zemi od chvíle, kdy nechal zatknout náčelníka generálního štábu Džong Seng-hwa s obviněním, že se podílel na atentátu na Parka. Čchoi se pokusil Čonovu touhu po moci ukojit tím, že ho v dubnu 1980 jmenoval šéfem tajné služby. Již v květnu však Čon vyhlásil stanné právo, oficiálně zdůvodněné údajným proniknutím severokorejských agentů do země, a převzal na sebe všechny exekutivní pravomoci. Vypuklé studentské protesty brutálně potlačil, proslulým je zejména masakr v Kwangdžu, kde vojáci pozabíjeli 987 demonstrantů. Čchoi poté rezignoval a Čon se nechal v září 1980 zvolit prezidentem. Spojené státy zpočátku váhaly, zda jeho vládu uznat, avšak učinily tak po slibu, že Jižní Korea nevyvine rakety s doletem delším než 180 kilometrů. Později byla tato dohoda odvolána a Korea mohla vyrábět rakety s doletem 300 km. Existují také spekulace, že Čon si získal americkou podporu zrušením tajného programu na výrobu atomové bomby.
Čon slíbil, že úřad prezidenta opustí po sedmi letech a Korejci očekávali, že po tomto období nastanou demokratizační změny. Roku 1987 však Čon představil svého nástupce, No Tche-ua, a oznámil, že by měl být zvolen nepřímými volbami. To spustilo vlnu protestů, zejména studentů. No Tche-ua úspěšně uklidnil hnutí odporu představením rozsáhlého reformního programu a slibem, že prezidentské volby budou svobodné. To také splnil a následné volby vyhrál.
Čon si nějaký čas udržoval ještě určitý vliv, ale pozvolna v jihokorejské společnosti padalo tabu zločinů jeho diktatury, zejména z roku 1979. Roku 1996 byl Čon nakonec postaven před soud a odsouzen k smrti, především za masakr v Kwangdžu. Dostal ovšem milost od prezidenta Kim Jong-sama.